# Antonio Hysén
Antonio Hysén (* 13. Dezember 1990 in Liverpool als Anton Glenn Hysén) ist ein ehemaliger schwedischer Fußballspieler, der bis zur Saison 2013/14 in der Division 1 bei Utsiktens BK unter Vertrag stand. Hyséns Vater Glenn war mehrfacher Nationalspieler und Auslandsprofi, seine älteren Brüder sind die Fußballprofis Tobias und Alexander Hysén.

## Karriere
Hysén spielte in der Jugend zunächst bei Torslanda IK und Lundby IF. Später wechselte er zur Jugendabteilung von BK Häcken, wo er Mitglied der schwedischen U-17 Nationalmannschaft wurde. Nachdem er im Sommer 2009 seine Spielberechtigung als Jugendspieler verloren hatte, wechselte er im Sommer 2009 zum schwedischen Viertligisten Utsiktens BK. Dort spielte er zunächst für die zweite Mannschaft.
Ab 2010 gehörte Hysén zum Kader der ersten Wettkampfmannschaft, wo er zeitweise von seinem Vater trainiert wurde. Mit der Mannschaft stieg er Ende 2011 in die Drittklassigkeit auf, anschließend erhielt er Angebote aus den Vereinigten Staaten. Ein Wechsel kam jedoch nicht zustande, in der anschließenden Drittligasaison gehörte er jedoch nicht mehr zu den Stammspielern bei Utsiktens BK. Im Regionalpokal gewann er mit der Mannschaft 2012 den Titel und wurde dabei als wertvollster Spieler ausgezeichnet.

## Leben
Im März 2011 hatte Anton Hysén im schwedischen Fußballmagazin Offside sein Coming-out als homosexuell und erregte damit großes Aufsehen in der internationalen Presse. Die englische Zeitung Daily Mail beschrieb Hysén als den „ersten prominenten schwedischen Fußballer, der sich als schwul outet“. Auch in Deutschland wurde das Thema aufmerksam beobachtet. Das Fußballmagazin 11 Freunde veröffentlichte eine Reportage unter dem Titel Schwul? Na und!. Beim Life Ball 2011 war er einer der Präsentatoren der 30-Jahre-Zeitleiste und Model. Im April 2012 nahm er an der schwedischen Version von Let’s Dance teil.
Nach einem Zerwürfnis mit seinem Vater ließ Hysén Mitte 2020 seinen Vornamen amtlich ändern. ‚Antonio‘ soll bei der Geburt des Sohnes der Wunschname der Mutter gewesen sein.